# NIRAS
NIRAS Gruppen A/S er et holdingselskab for en række rådgivningsvirksomheder i flere lande.
Det har hovedkontor i Blovstrød i Nordsjælland.
I Danmark sker aktiviterne blandt andet i virksomheden NIRAS A/S.
NIRAS har aktiviteter inden for byggeri og infrastruktur, forsyning, miljø og natur, klima og energi samt planlægning og udviklingsbistand.
NIRAS beskæftiger godt 2200 medarbejdere.[kilde mangler]
De gennemfører projekter over det meste af verden fra kontorer i Europa, Afrika og Asien.
Det har sine største selskaber i Danmark, Sverige, Norge, Finland og Storbritannien. NIRAS er medlem af Foreningen af Rådgivende Ingeniører (F.R.I.) og International Federation of Consulting Engineers (FIDIC).

## Historie
NIRAS blev grundlagt i 1956 af civilingeniørerne Jørgen Kristian Nielsen og Konrad von Rauschenberger.
Aktieselskabet NIRAS A/S blev oprettet i 1971 som Chr. F. Gröner A/S.
Holdingselskabet NIRAS Gruppen A/S blev etableret i 1983 som Nielsen & Rauschenberger Gruppen A/S.
Den 22. december 2016 blev det annonceret at ALECTIA og NIRAS vil fusionere. Det nye selskab vil blive videreført under navnet NIRAS. Fusionen blev en realitet den 21. april 2017.
Ved udgangen af 2024 var der omkring 3.000 ansatte i det danske datterselskab NIRAS A/S.

## Eksterne links
Officiel hjemmeside